# Xizangia
Xizangia Song, Zhu & Zhang, 2004 è un genere di ragni appartenente alla famiglia Gnaphosidae.

## Distribuzione
Le 2 specie note di questo genere sono state reperite in Cina.

## Tassonomia
Per la determinazione dei caratteri di questo genere sono state considerate le analisi sugli esemplari tipo Callilepis linzhiensis Hu, 2001. Secondo Murphy, 2007 potrebbe essere sinonimo posteriore di Cladothela Kishida, 1928.
Non sono stati esaminati esemplari di questo genere dal 2004.
Attualmente, a gennaio 2016, si compone di 2 specie:
- Xizangia linzhiensis Hu, 2001[2] — Cina
- Xizangia rigaze Song, Zhu & Zhang, 2004 — Cina

### Sinonimi
- Xizangia himalayaensis (Hu, 2001); trasferita dal genere Scotophaeus e posta in sinonimia con X. linzhiensis (Hu, 2001) a seguito di un lavoro degli aracnologi Song, Zhu & Zhang del 2004[1].